# 江宁织造衙门
江宁织造衙门:70、江宁织造署是清朝中央政府在江宁府（现江苏省南京市）设置、服务于清朝皇室，织造御用和官用缎匹及采买御用物品的衙署。设立于顺治二年（1645年），下设的织造工场称江宁织造局。
织造监督官由内务府派驻，称“江宁织造郎中”或“江宁织造员外郎”，通称江宁织造。与苏州织造、杭州织造，统称为江南三织造:70。“按定制，江南三织造都是内务府下属的业务部门”。康熙年间，江宁织造的职位通常由康熙帝的亲信担任，除了本职以外还兼有监视本地官员、向康熙帝汇报当地政治动向的秘密使命。雍正帝执政后，回归本职:42—45。江宁的织造业在太平天国战争后一蹶不振。同治初年，复设织造局，后为同治帝大婚锻造布匹。光绪三十年（1904年）时，江宁织造署被裁撤，织造工场由皇商国营改为民营。
通常认为，中国古典四大名著之一的《红楼梦》的作者曹雪芹是曾长期担任江宁织造的曹玺家族的成员，他在《红楼梦》中多处留下江宁织造的印记。

## 历史
- 1645年（順治二年）江寧織造設立。[3]
- 1689年（康熙二十八年），康熙自第二次南巡起，设江宁行宫于此。从第三次起，曹寅负责接待四次。（康熙第一次南巡于康熙二十三年（1684年）九月动身，当年六月曹玺病故于江宁，故第一次不便于设行宫于此，而驻在江宁将军府。曹玺逝世后，由马桑格代理江宁织造之职。直至康熙三十一年，曹寅以苏州织造兼任江宁织造。马桑格升任山东巡抚。故康熙二十八年（1689年）康熙第二次南巡，驻江宁织造署，由马桑格接待。）
- 现代研究者指出，雍正帝执政时完善了密折制度，江南三织造的政治功能萎缩，恢复了以本职业务为主的功能[2]:45。
- 1751年（乾隆十六年），乾隆帝南巡時，官署改為江宁行宫，江寧織造遷址重建。
- 1853年（咸豐三年），江宁行宫和下属机房因太平軍進攻江寧而被毁。
- 1864年（同治三年），清军收复南京城。
- 1865年（同治四年），在珠宝廊购置民房，复设机房，位于中山南路与白下路交接处[4]。
- 1872年，同治帝大婚。为大婚所需，进贡八万匹。所需费用由江宁府下辖四县[註 1]和邻近的和州、无为州等处负担[5]。
- 1904年（光绪三十年），江宁织造被裁撤。

## 官制、职责
同治年间编撰《上江两县志》所记官员配置：督理织造一员（无常品，以内务府官员任职，同时兼管督理龙江西新关务）、司库一员（正七品）、笔帖式二员（□七品）、库使二员（正八品）、乌林大一员（未入流）。
江宁织造每年由户部供银七万三百余两。《大清会典》记载江南三织造分工分工为：“凡大红蟒缎、大红缎、片金、折缨等项，派江宁织造承办。仿丝绫、杭绸等项，杭州织造承办。毛青布等项，每年需用三万疋内，苏州织造承办，需用至四五万匹，则分江宁等处织办。“:70

### 织造局
江宁织造下属工场称织造局或织局，在南京城内设有多处机房。额设供应机房（织机）六百张。仇善培称在西华门汉府地方者，纱、、段、装、蟒等机五百五十四张，有坊曰尚方、华衮。在常府街桥者，称倭堂，有倭绒、素段等机四十六张。每年约织万数千匹。在江宁满城北安门内又置神帛堂。额设诰命制帛机六十八张。
汉府、常府街桥机房皆因太平军攻占南京城毁灭。同治四年（1865年）七月《筹设织造机房摺》中，陈述在珠宝廊复设机房的经过。初购珠宝廊李端住宅二十余间，因其住宅临内桥河水，便于漂丝之故。又筹款在两旁新建房屋五十余间，仓库五间。每间房设织机二张，新添房屋，可设织机百张。《上江两县志》记珠宝廊机房设段机二百三十二张，倭绒等二十四张，共二百五十六张。年织千数百匹。或计织机二百二十九台。神帛堂则未复设。织局负责人称堂总，同治初年为柳天培，其后为陶祥。
1956年冬，南京博物院民族组调查时，珠宝廊机房房址位于中山南路与白下路交接处。原机房工人回忆建筑布局为四方形，南接白下路、北邻厅后街，东至祠堂巷，西至跑马巷。当时，厅后街中山南路小学后墙基尚存“织局北界止此”界碑一块。

## 官署
江宁织造的官署和府邸建筑始建于顺治十一年（1654年），全盛时的江宁织造府建筑群占地广大，东至利济巷，南至铜井巷和科巷，西至碑亭巷，北至今长江路。建筑群分为东、中、西三路，其中东路为办公衙署，中路为住宅，西路为花园。织造府曾多次作为清朝皇帝南巡的行宫，康熙帝六次南巡中有五次在这里驻跸。乾隆十六年（1751年）时，织造府改建为江宁行宫，织造署在淮清桥东北觅地另建。江宁行宫后来毁於太平天國时的战乱，只留下了“大行宫”的地名沿用至今。
2013年，在江宁织造遗址范围上新建的南京江宁织造博物馆正式开放，是江宁织造和红楼梦的专题博物馆。

### 遗址现状
- 1984年，在大行宮小學發現遺址。
- 2002年，南京市玄武區政府宣布重建江寧織造府。
- 2013年，江宁织造博物馆正式开放。